# 武佐岳
武佐岳（むさだけ）は、北海道中標津町と標津町とにまたがる第四紀火山である。標高は1005.2m。

## 特徴
地質は安山岩質の成層火山である。

## 噴火活動時期
- 90万年〜50万年前

## 登山ルート
中標津町からの登山道がある。所要時間はおよそ2.5時間。この山の場合、山頂が4合目となる。

## 山開き
毎年6月第2日曜日になかしべつ観光協会の事業として行われる。

## 名前の由来
当初武佐岳は「チセネシリ」と呼ばれていたが、中標津町の武佐地区が全盛だった当時、武佐の街中からは一際目立つ山であったために今の山名になった。
また、この山を武佐山と呼ぶ事も多々あるが実際は武佐山（標高574m）は開陽台の西側に別に存在する。

## 参考画像

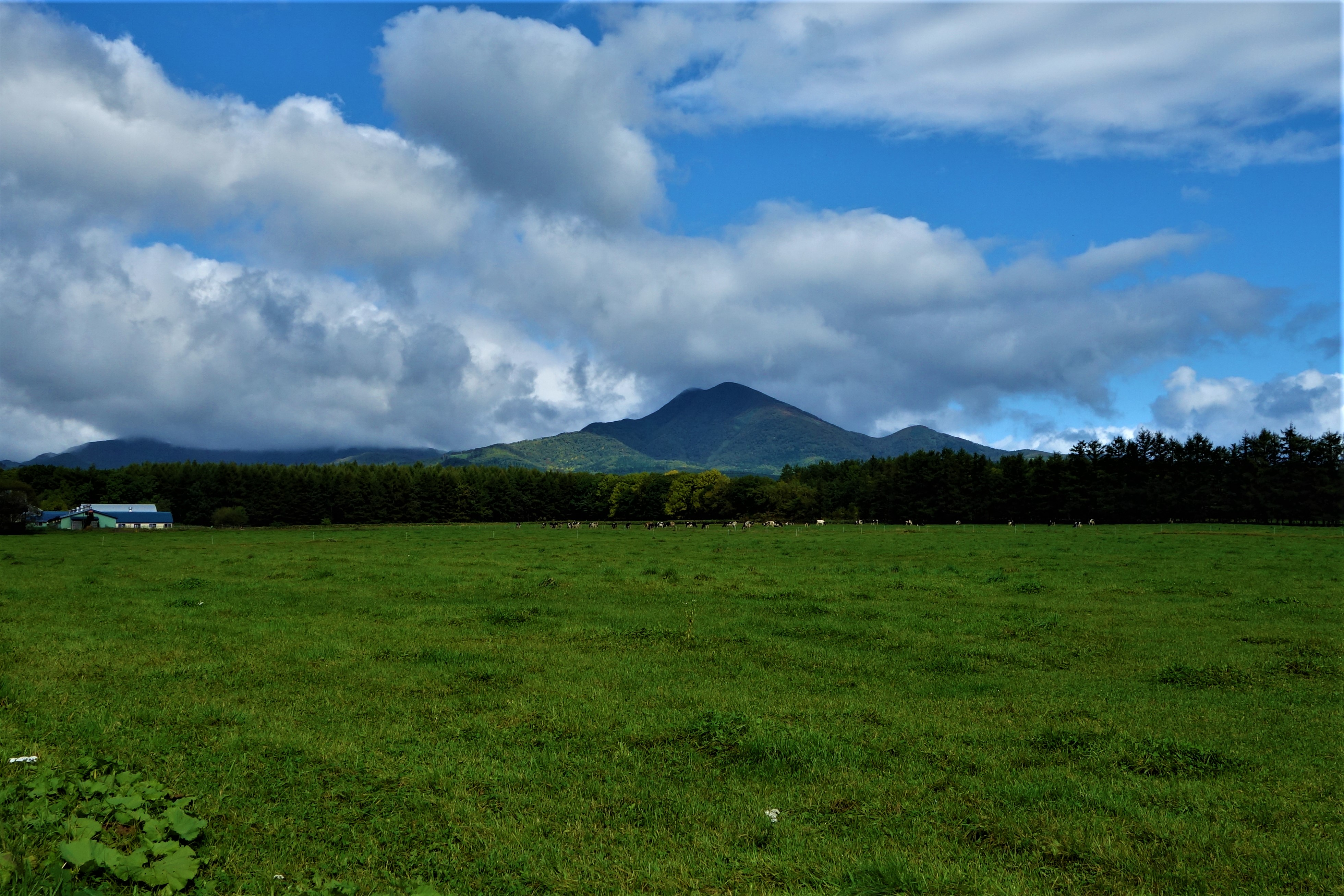
中標津の牧場からの武佐岳
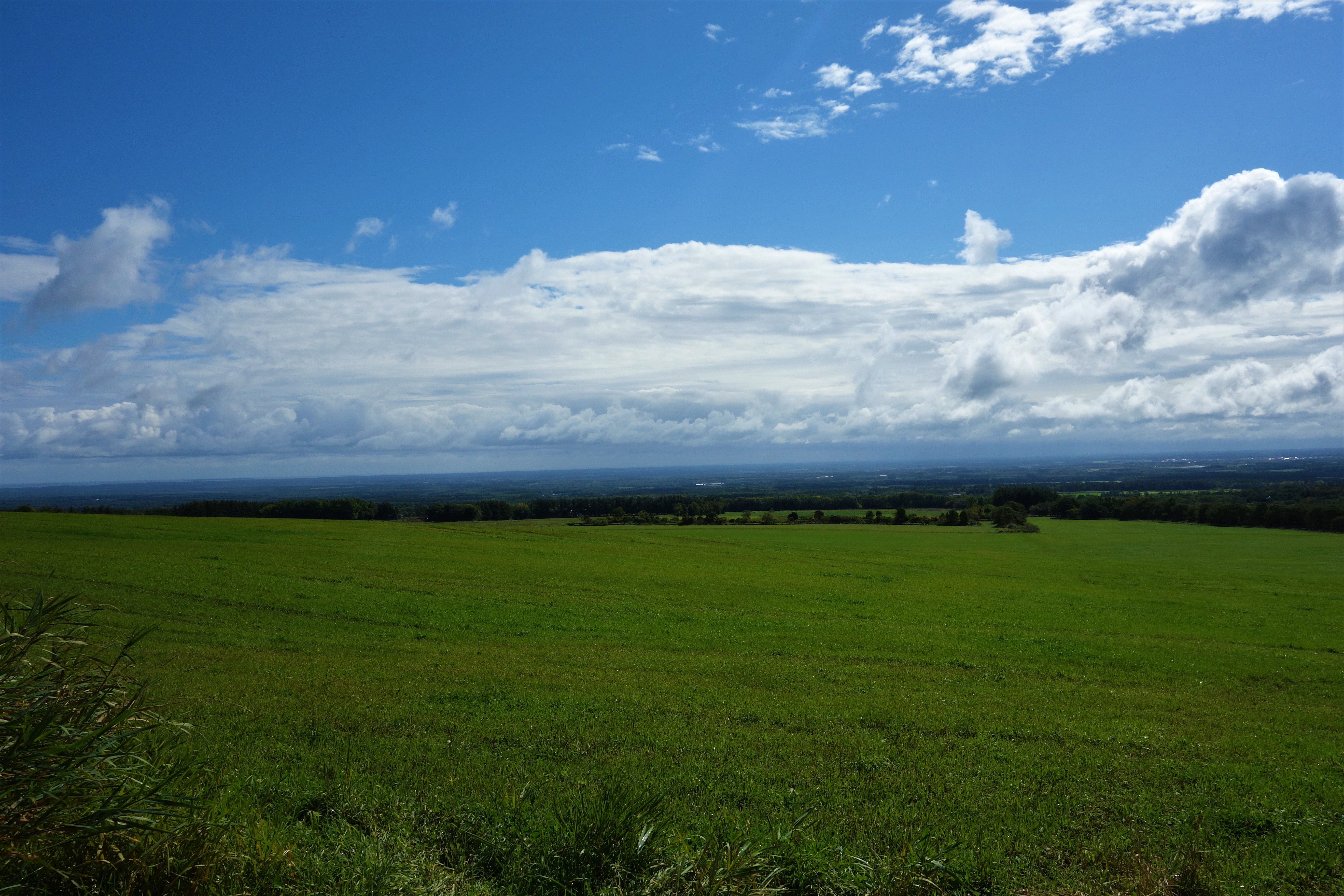
武佐岳登山口の牧草地
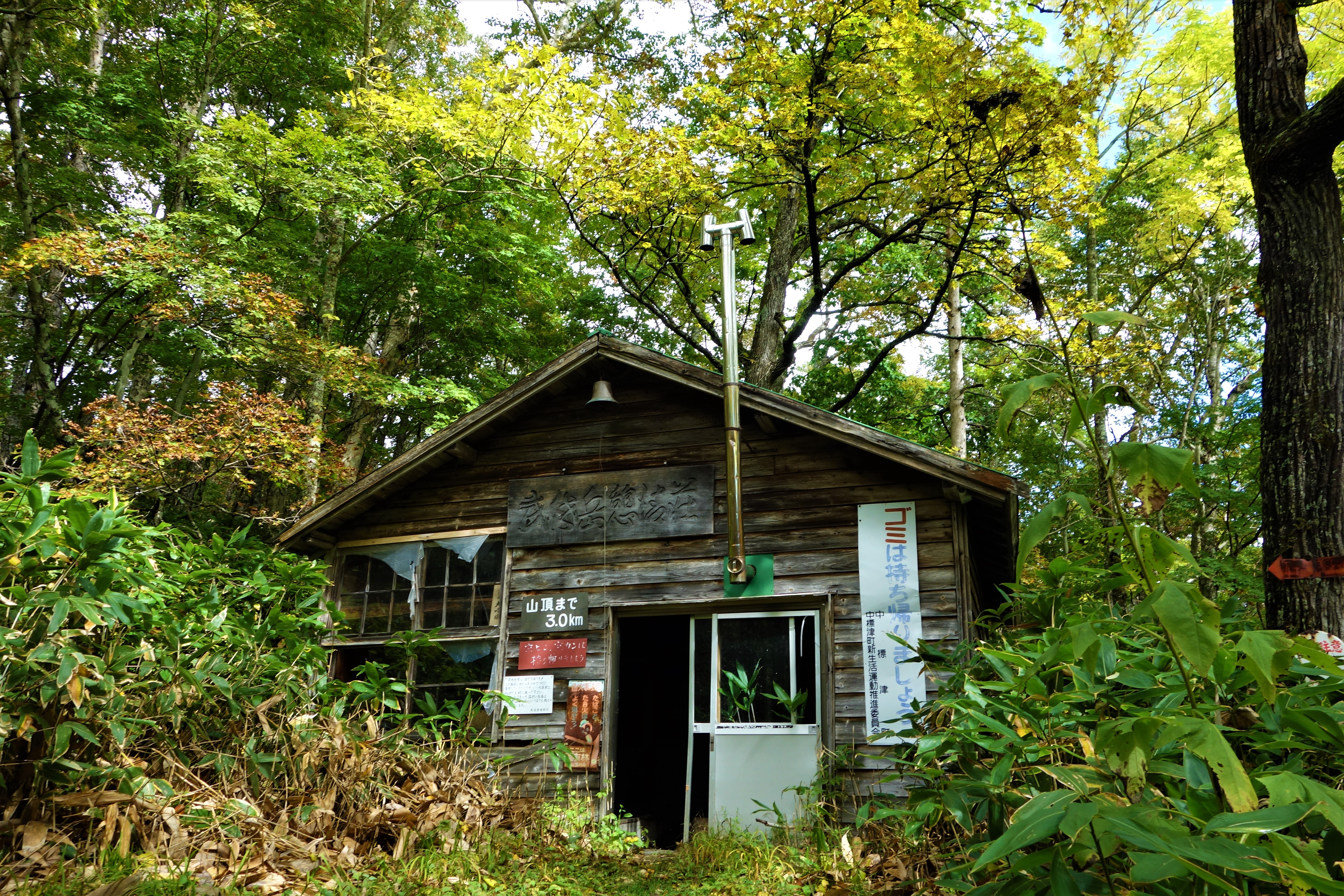
武佐岳憩清荘（廃屋）
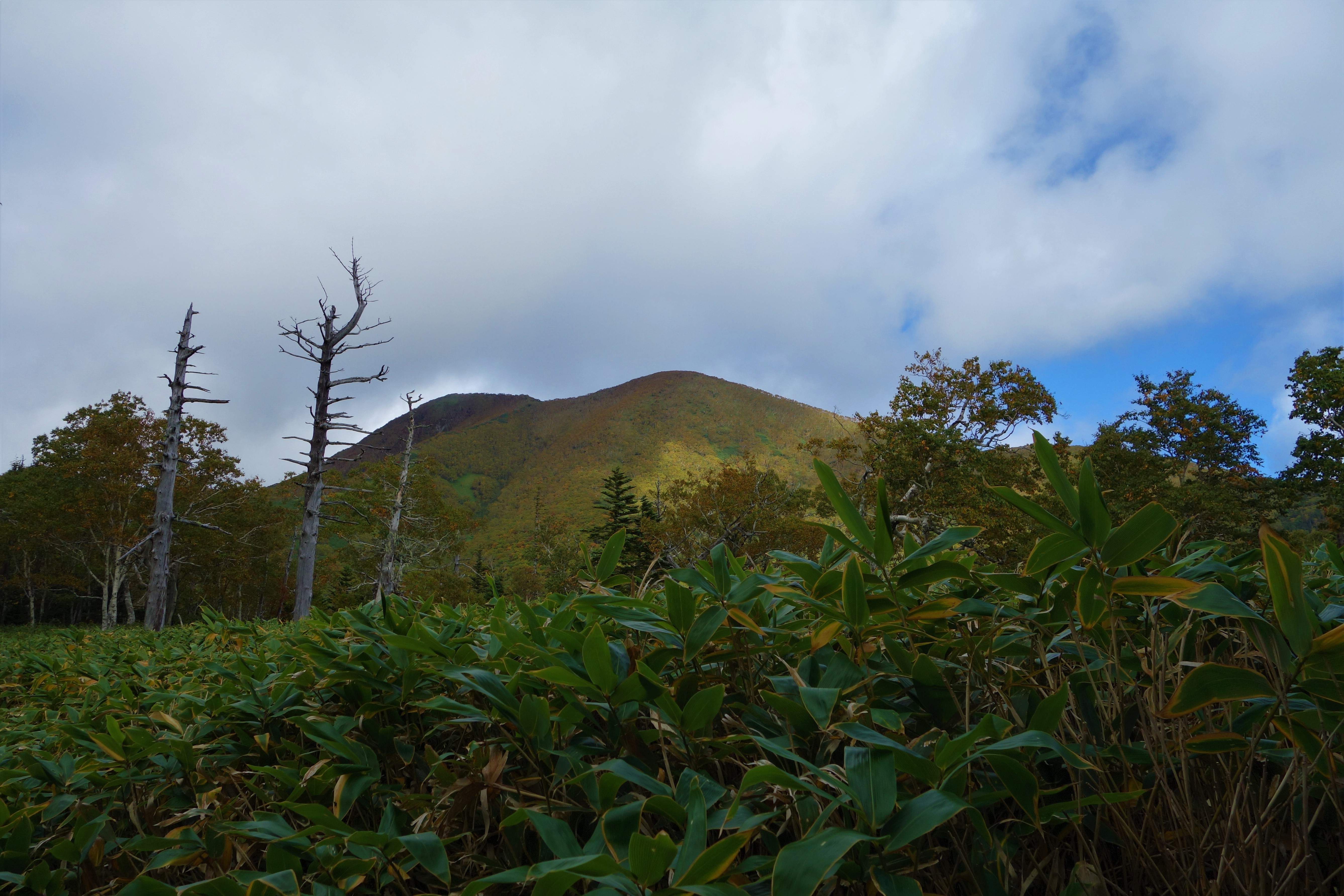
六合目付近からの武佐岳山頂部
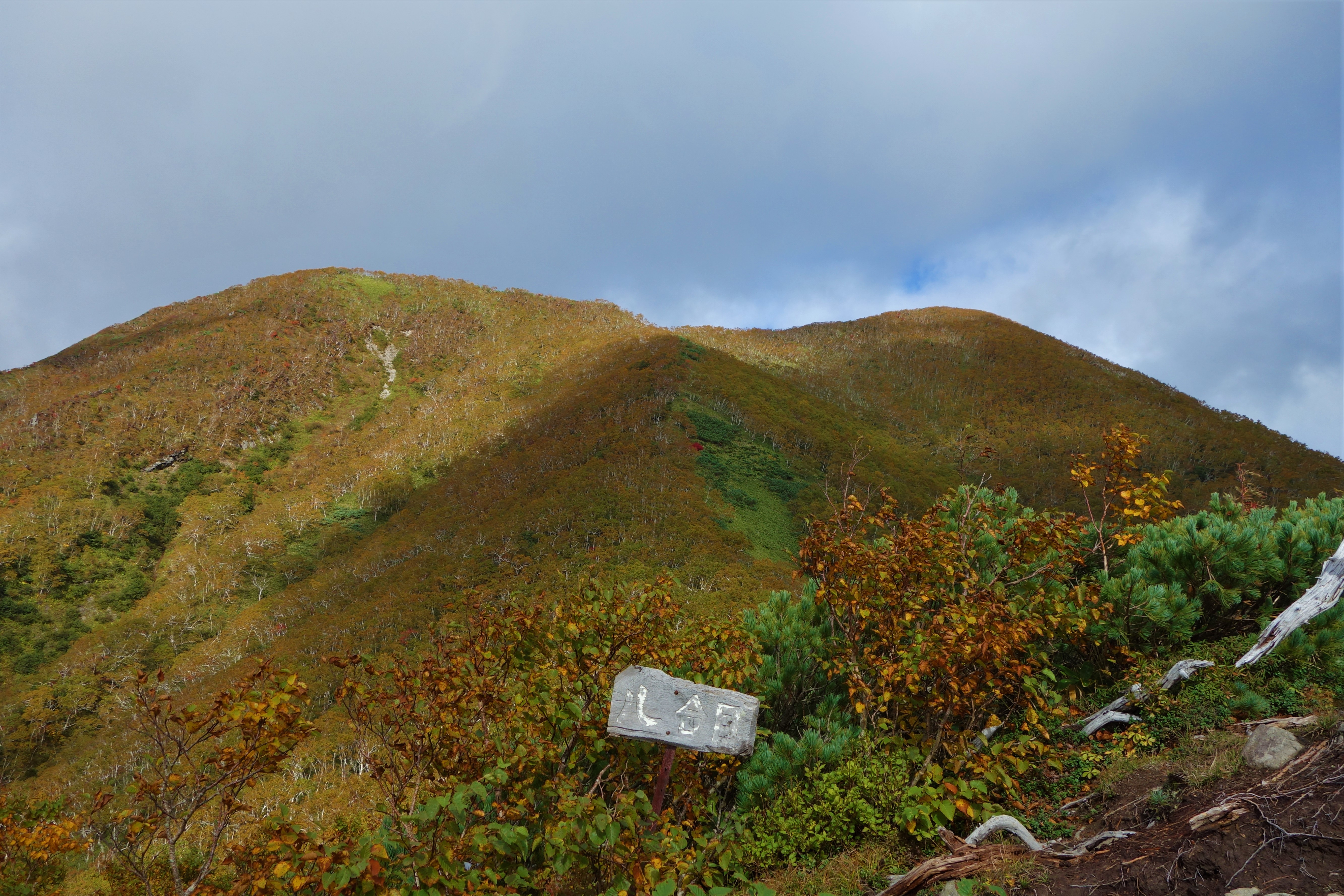
八合目からの武佐岳山頂部
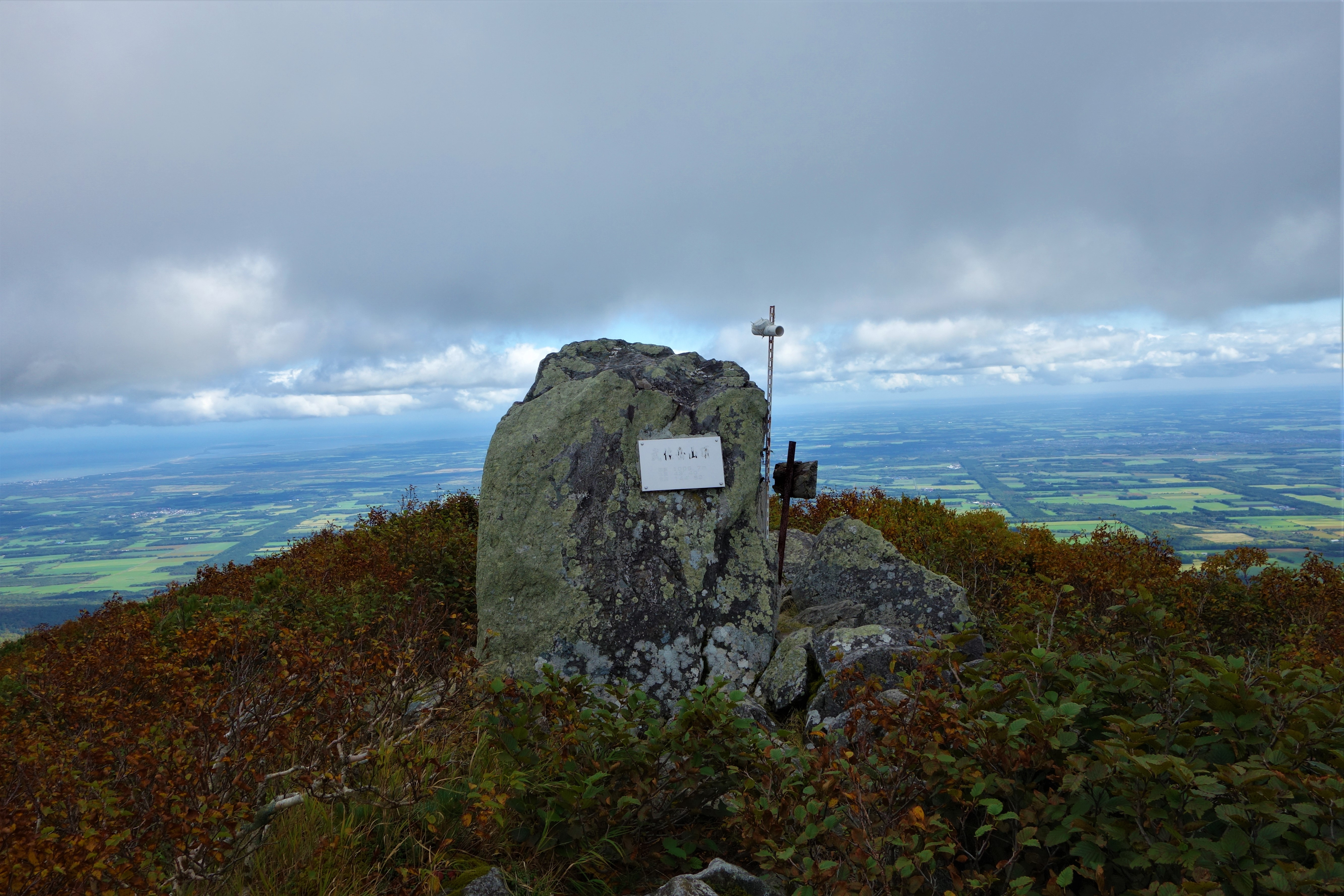
武佐岳山頂
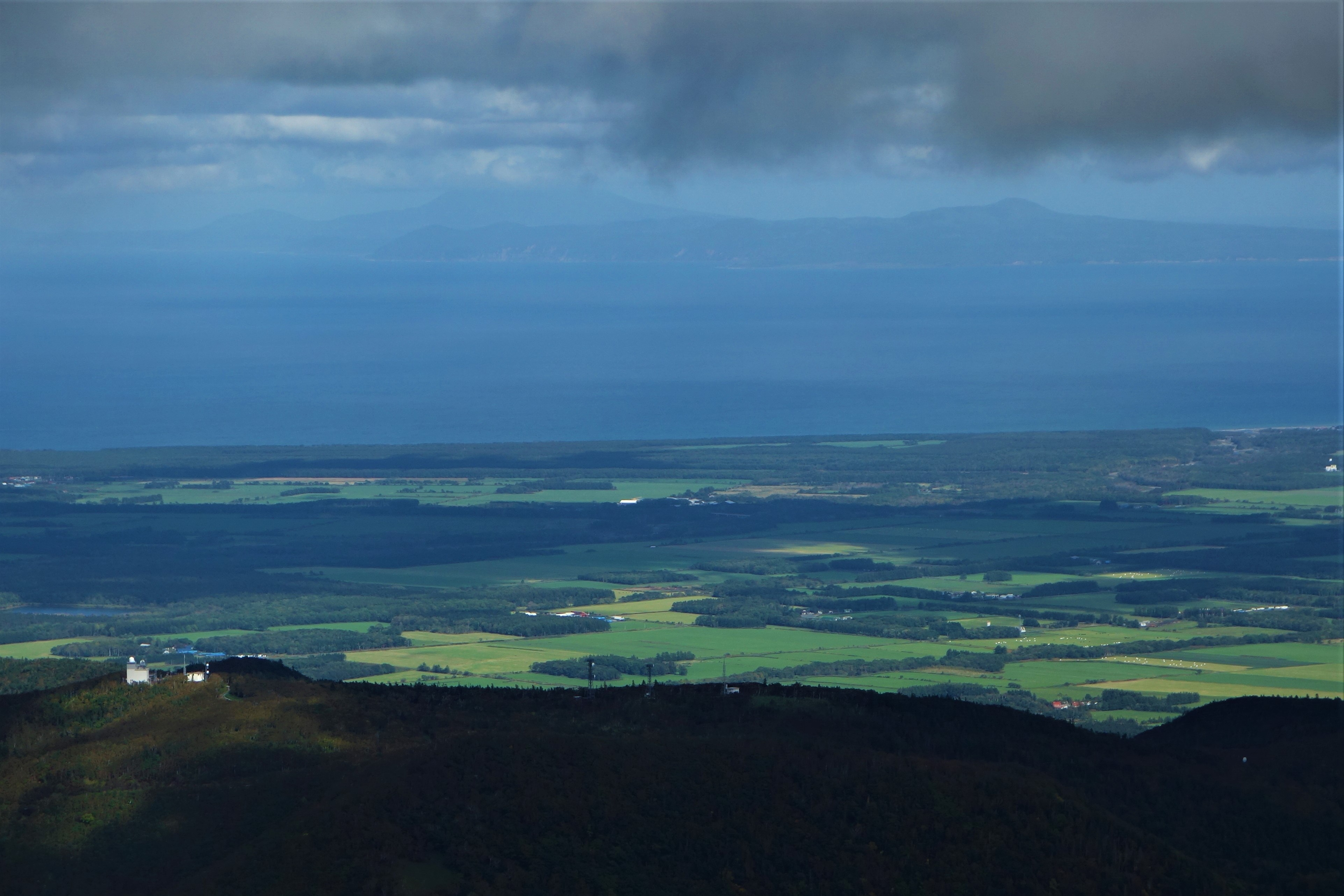
武佐岳からの国後島
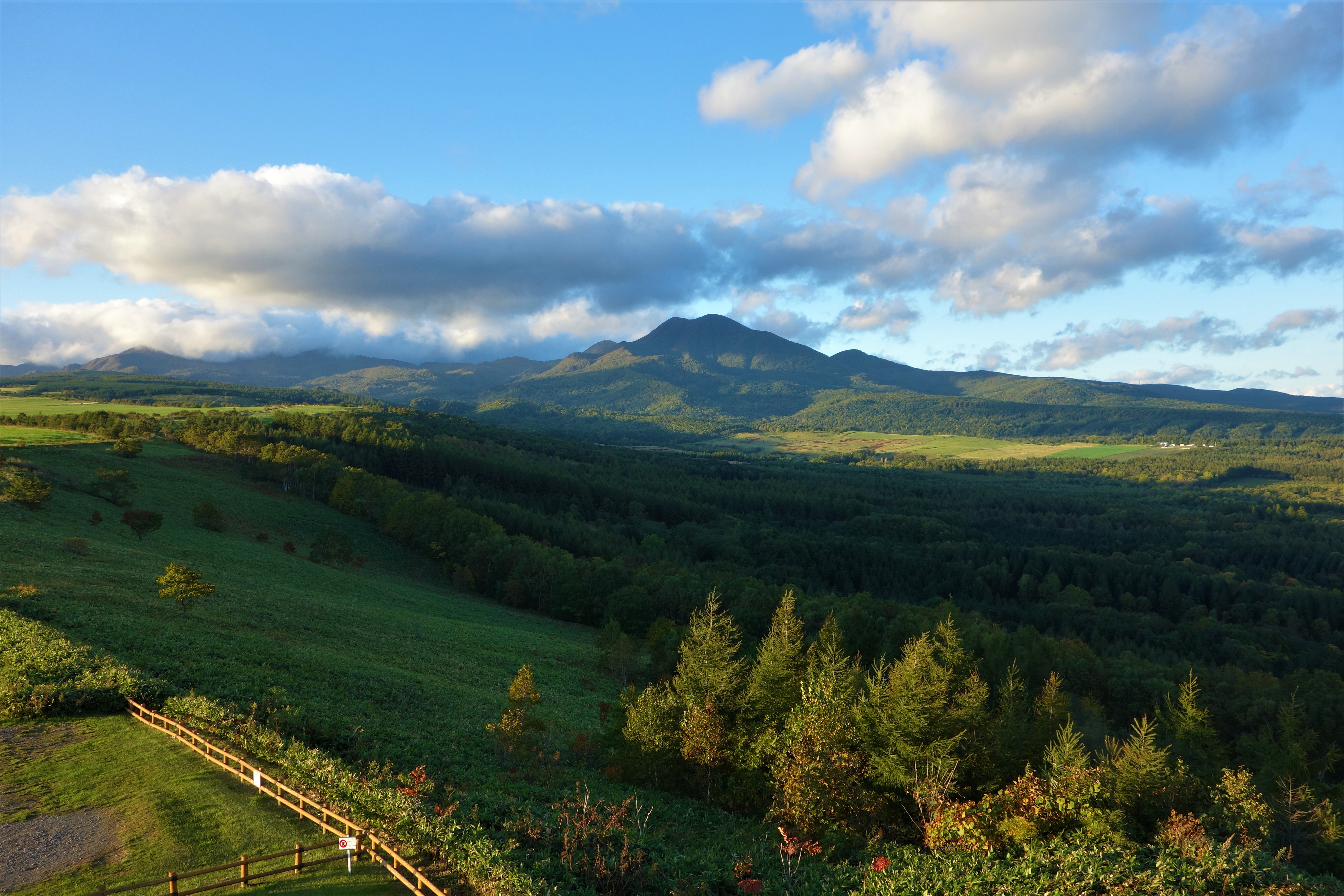
開陽台からの武佐岳